# Changan Alsvin V3
Changan Alsvin V3 — субкомпактный автомобиль, выпускающийся с 2012 по 2017 год китайской компанией Changan.

## Описание
Автомобиль Changan Alsvin V3 впервые был представлен на автосалоне в Гуанчжоу в 2011 году под индексом Changan B501. Позднее автомобиль стал называться Alsvin 100 или Yuexiang 100. На рынки модель поставляется с 20 июня 2012 года по цене от 43900 до 48900 юаней.

Базовой моделью для Changan Alsvin V3 стала Changan Alsvin V5. В отличие от неё, Alsvin V3 оснащался 1,3-литровым рядным двигателем с клапанным механизмом DOHC мощностью 69 кВт и крутящим моментом 121 Н⋅м, сочетающимся в паре с механической, пятиступенчатой трансмиссией.

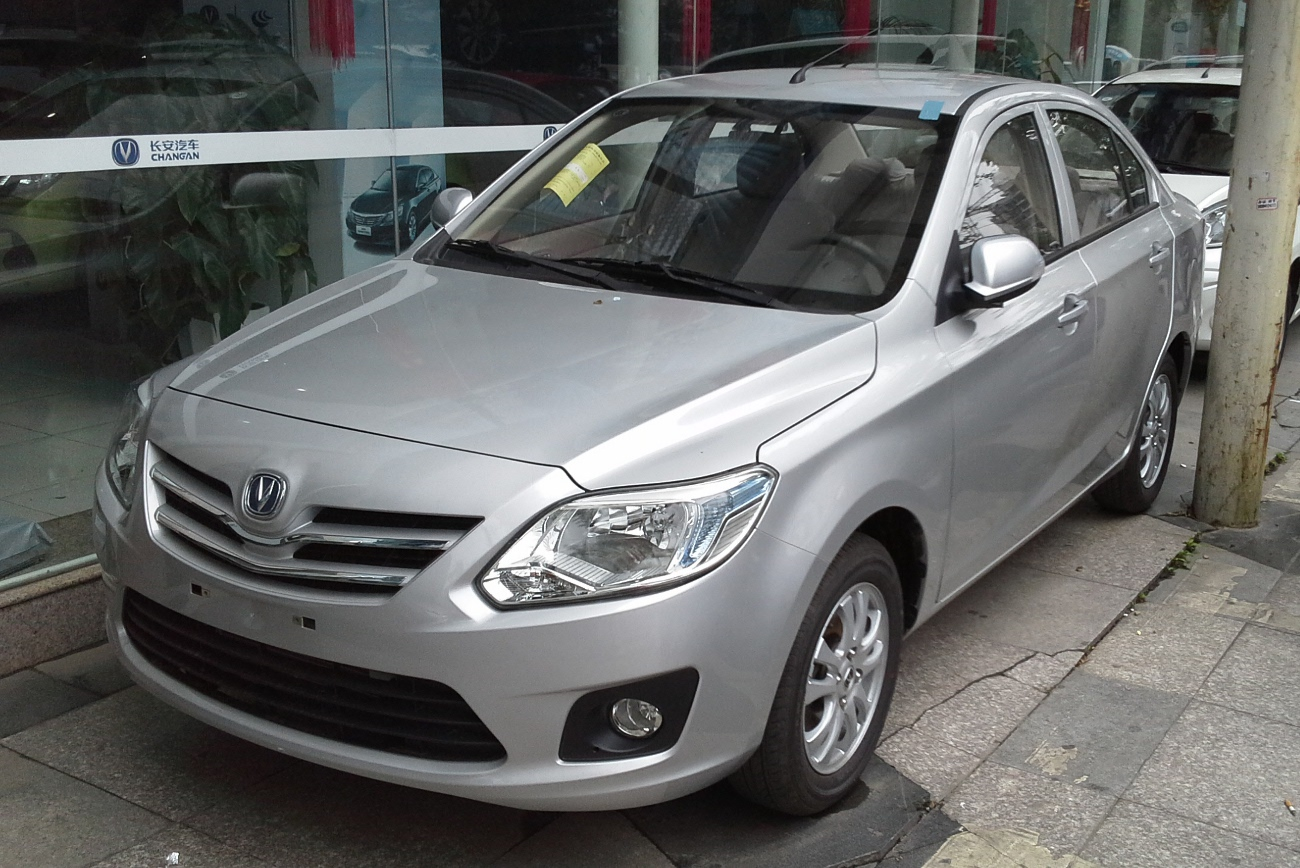
Вид спереди
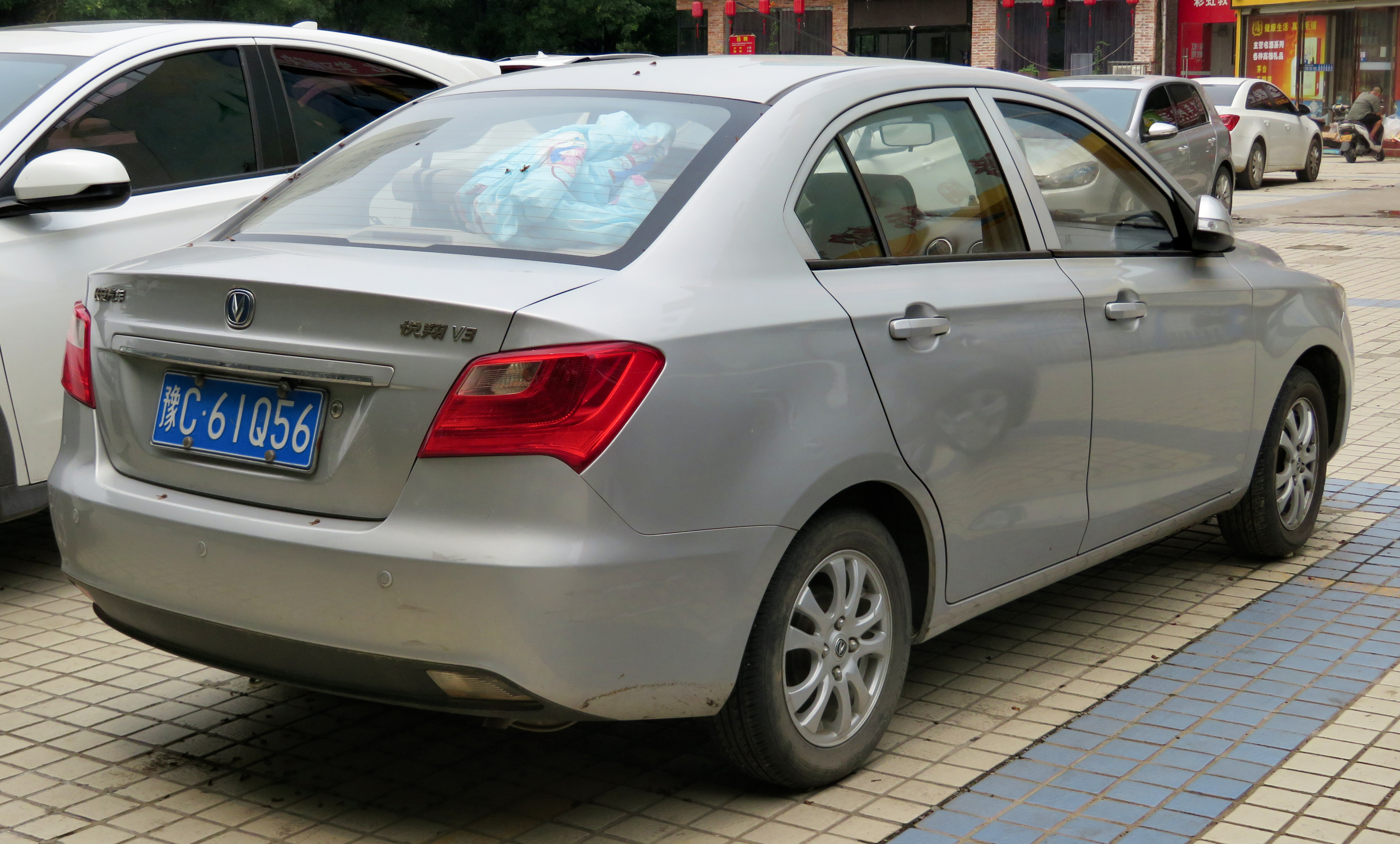
Вид сзади

### Рестайлинг
В 2014 году автомобиль Changan Alsvin V3 прошёл рестайлинг. Продажи начались в 1 квартале 2015 года. Радиаторная решётка аналогична той, что у Changan Alsvin V7. Одновременно с этим вместо 1,3-литрового двигателя автомобиль оснащался 1,4-литровым двигателем EA14 в паре с пятиступенчатой автоматической трансмиссией.

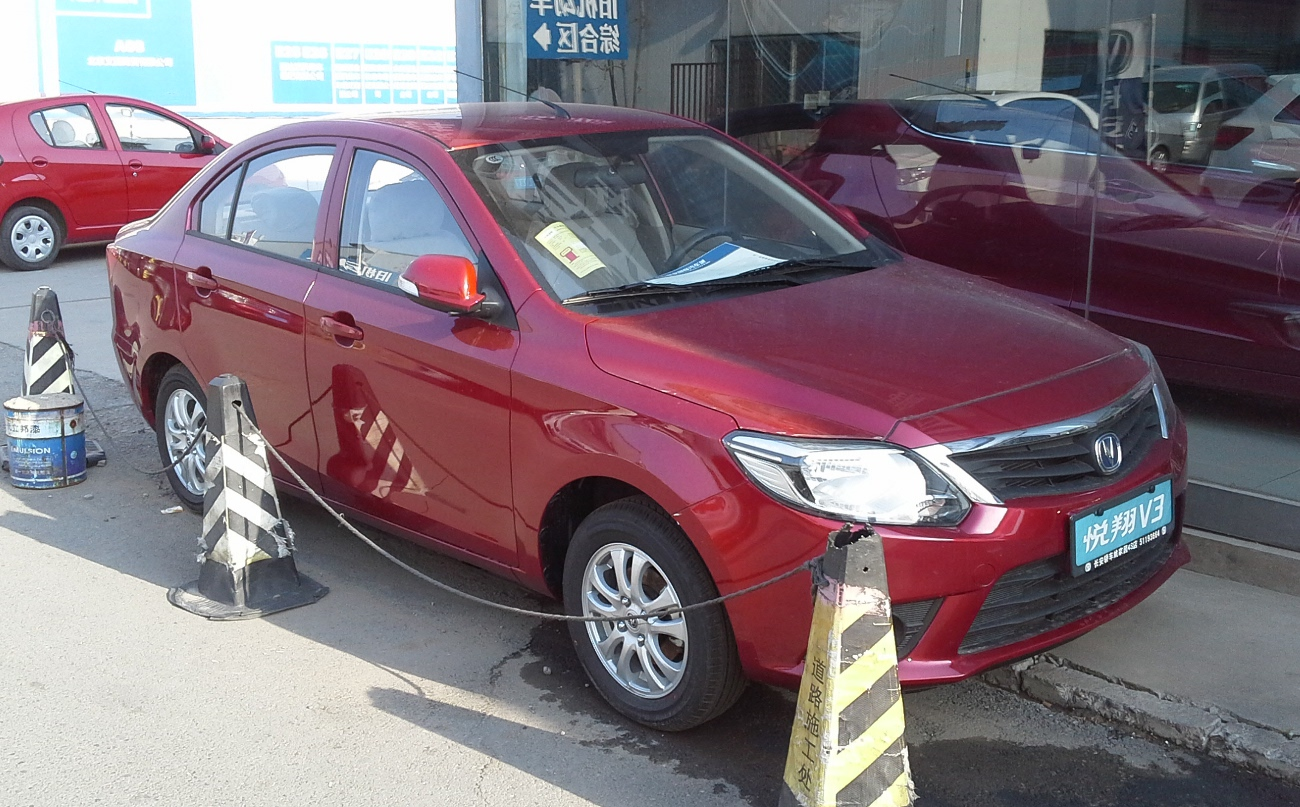
Вид спереди
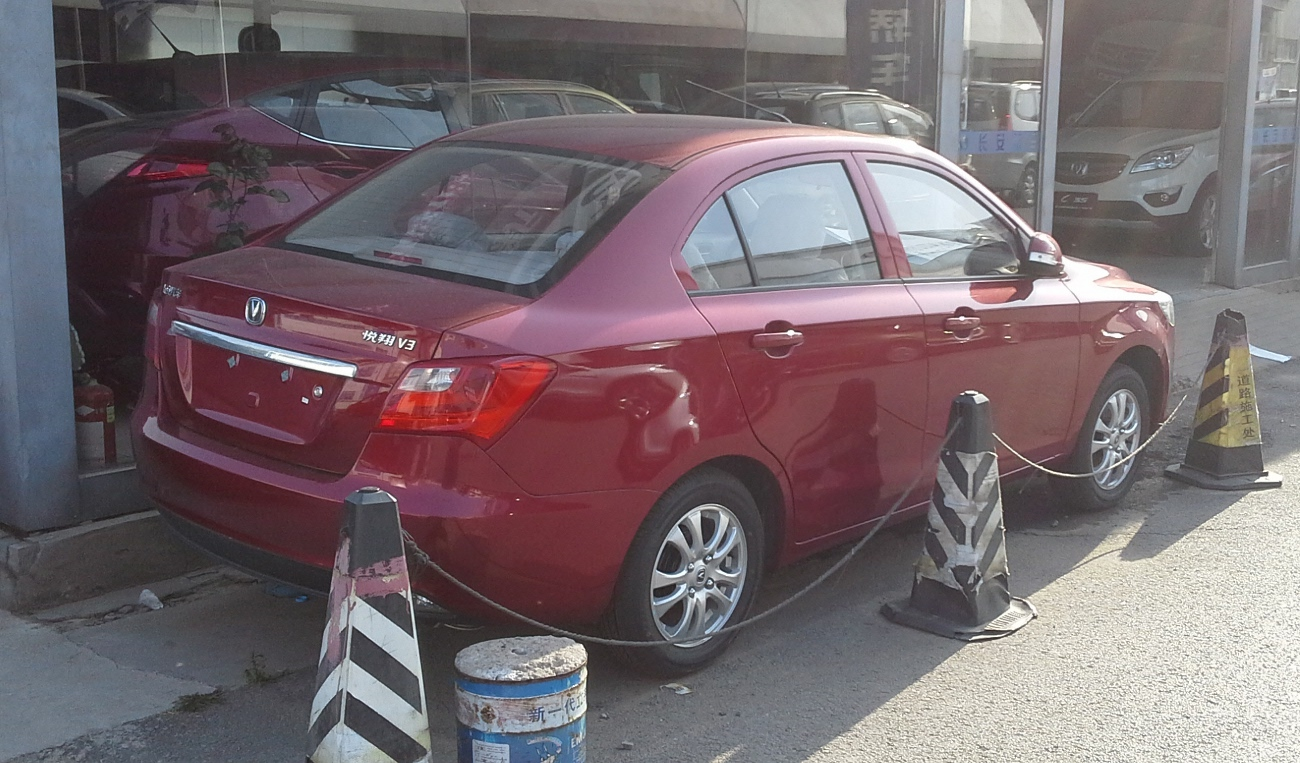
Вид сзади